# 134
| 134                |
| ------------------ |
| Dødsfald - Fødsler |
|                    |

| Gregoriansk kalender | 134 CXXXIV              |
| Ab urbe condita      | 887                     |
| Armensk kalender     | I/T                     |
| Kinesiske kalender   | 2830 – 2831 癸酉 – 甲戌 |
| Etiopisk kalender    | 126 – 127               |
| Jødisk kalender      | 3894 – 3895             |
| Hindukalendere       |                         |
| - Vikram Samvat      | 189 – 190               |
| - Shaka Samvat       | 56 – 57                 |
| - Kali Yuga          | 3235 – 3236             |
| Iransk kalender      | 488 BP – 487 BP         |
| Islamisk kalender    | 503 BH – 502 BH         |

|  | For flytypen 134, se Tupolev Tu-134. |
Se også 134 (tal)

## Begivenheder
- Villa Adriana stod færdig
- Romerne generobrede Jerusalem. Den ødelagte by får navnet Aelia Capitolina.
- Athenæum, universitet for retorik, jura og filosofi åbner i Rom.
- Adeqetali blev konge i Kush.
- Ilseong blev konge af Silla.

## Dødsfald
- Jima Isageum